# Gmina związkowa Daun
Gmina związkowa Daun (niem. Verbandsgemeinde Daun) – gmina związkowa w Niemczech, w kraju związkowym Nadrenia-Palatynat, w powiecie Vulkaneifel. Siedziba gminy związkowej znajduje się w mieście Daun.

## Podział administracyjny
Gmina związkowa zrzesza 38 gmin, w tym jedną gminę miejską (Stadt) oraz 37 gmin wiejskich:
1. Betteldorf
2. Bleckhausen
3. Brockscheid
4. Darscheid
5. Daun
6. Demerath
7. Deudesfeld
8. Dockweiler
9. Dreis-Brück
10. Ellscheid
11. Gefell
12. Gillenfeld
13. Hinterweiler
14. Hörscheid
15. Immerath
16. Kirchweiler
17. Kradenbach
18. Mehren
19. Meisburg
20. Mückeln
21. Nerdlen
22. Niederstadtfeld
23. Oberstadtfeld
24. Sarmersbach
25. Saxler
26. Schalkenmehren
27. Schönbach
28. Schutz
29. Steineberg
30. Steiningen
31. Strohn
32. Strotzbüsch
33. Udler
34. Üdersdorf
35. Utzerath
36. Wallenborn
37. Weidenbach
38. Winkel (Eifel)